# Santa Mariana
Santa Mariana este un oraș în Paraná (PR), Brazilia.